# Jürgen Martens (Chemiker)

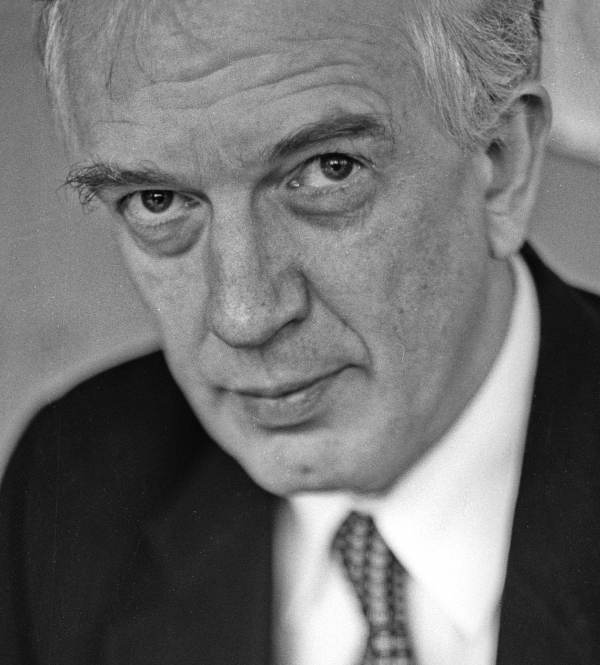
Porträt von Jürgen Martens (2008)

Jürgen Martens (* 15. März 1948 in Tostedt) ist ein deutscher Chemiker. Er ist seit 1986 Professor für Organische Chemie an der Carl von Ossietzky Universität Oldenburg.

## Leben
Seine Laufbahn begann er mit einer beruflichen Ausbildung als Chemielaborant bei der Deutschen Shell AG in Hamburg, bevor er erst Chemieingenieurwesen an der Fachhochschule Darmstadt (Abschluss 1970) und dann Diplom-Chemie an der Technischen Universität Berlin studierte (Abschluss 1973). Er wurde dort 1975 zum Dr. rer. nat. promoviert, sein Mentor war  Klaus Praefcke. 1976 und 1977 folgte ein Postdoc-Aufenthalt bei Nobelpreisträger Robert B. Woodward, ehe er in den Jahren 1977 bis 1986 diverse Positionen in der Forschung, Produktion und der Unternehmensplanung bei der Degussa AG (heutige Evonik AG) übernahm. 1986 folgte er dem Ruf auf die Professur für Organische Chemie an der Carl von Ossietzky Universität Oldenburg.
Zu seinen akademischen Schülern zählen Harald Gröger (Professor an der Universität Bielefeld) und Wolfgang Maison (Professor an der Universität Hamburg). Schwerpunkte seiner Forschung sind die Chemie der Heterocyclen insbesondere der heterocyclischen Imine, die chromatographische Enantiomerentrennung sowie die homogene Katalyse und die enantioselektive Synthese.

## Veröffentlichungen und Patente
Jürgen Martens hat in seiner Forschungstätigkeit circa 250 Publikationen in Fachzeitschriften sowie Beiträge in Büchern verfasst und ist Inhaber bzw. Mitinhaber von über 30 Patenten.
- mit B. König, K. Praefcke, A. Schönberg, H. Schwarz und R. Zeisberg: Organische Schwefelverbindungen VIII: Bildung von Thiophenen durch Pyrolyse von Dihydrothiopyranen, Reaktionen der Diels-Alder-Addukte aus Thioflurenon und 1,3-Butadienen in der Hitze und unter Elektronenstoß. In: Chemische Berichte. 107, 1974, S. 2931–2937, doi:10.1002/cber.19741070916.
- mit G. Heppke, K. Praefcke und H. Simon: Selenolester – eine neue Klasse flüssigkristalliner Verbindungen. In: Angew. Chem. 89, 1977, S. 328–329; Angew. Chem. Int. Ed. Engl. 16, 1977, S. 318–319, doi:10.1002/anie.197703181.
- mit R. B. Woodward, E. Logusch, K. P. Nambiar, K. Sakan, D. E. Ward, B. W. Au-Yeung, P. Balaram, L. J. Browne, P. J. Card, C. H. Chen, R. B. Chênevert, A. Fliri, K. Frobel, H.-J. Gais, D. G. Garratt, K. Hayakawa, W. Heggie, D. P. Hesson, D. Hoppe, I. Hoppe, J. A. Hyatt, D. Ikeda, P. A. Jacobi, K. S. Kim, Y. Kobuke, K. Kojima, K. Krowicki, V. J. Lee, T. Leutert, S. Malchenko, R. S. Matthews, B. S. Ong, J. B. Press, T. V. Rajan Babu, G. Rousseau, H. M. Sauter, M. Suzuki, K. Tatsuta, L. M. Tolbert, E. A. Truesdale, I. Uchida, Y. Ueda, T. Uyehara, A. T. Vasella, W. C. Vladuchick, P. A. Wade, R. M. Williams und H. N. C. Wong: Asymmetric total synthesis of erythromycin. 1–3. In:  J. Am. Chem. Soc. 103, 1981, S. 3210–3213, doi:10.1021/ja00401a049, 3213–3215, doi:10.1021/ja00401a050 und S. 3215–3217, doi:10.1021/ja00401a051.
- mit K. Drauz und A. Kleemann: Induktion von Asymmetrie durch Aminosäuren. In: Angew. Chem. 94, 1982, S. 590–613; Angew. Chem. Int. Ed. Engl. 21, 1982, S. 584–608, doi:10.1002/ange.19820940804.
- mit K. Günther und M. Schickedanz: Dünnschichtchromatographische Enantiomerentrennung mittels Ligandenaustausch. In: Angew. Chem. 96, 1984, S. 514–515; Angew. Chem. Int. Ed. Engl. 23, 1984, S. 506, doi:10.1002/ange.19840960724.
- Asymmetric Syntheses with Amino Acids. In: Top. Curr. Chem. / Fortschritte der Chemischen Forschung. 125, 1984, S. 165–246.
- mit K. Günther und M. Schickedanz: Thin-Layer Chromatographic Enantiomeric Resolution. In: Naturwissenschaften. 72, 1985, S. 149–150.
- mit S. Wallbaum: Asymmetric Syntheses with Chiral Oxazaborolidines. In: Tetrahedron: Asymmetry. 3, 1992, S. 1475–1504.
- mit Ch. Dauelsberg, W. Behnen und S. Wallbaum: Enantioselective catalytic Reductions of achiral Ketones : Synthesis and Application of two Chiral beta-Amino alcohols from (S)-2-Indoline carboxylic acid. In: Tetrahedron : Asymmetry. 3, 1992, S. 347–350.
- mit H. Gröger, Y. Saida, H. Sasai, K. Yamaguchi und M. Shibasaki: A New and Highly Efficient Asymmetric Route to Cyclic alpha-Amino Phosphonates: The first Catalytic Enantioselective Hydrophosphonylation of Cyclic Imines Catalyzed by Chiral Heterobimetallic Lanthanoid Complexes. In: J. Am. Chem. Soc. 120, 1998, S. 3089–3103, doi:10.1021/ja973872i.
- mit I. Schlemminger, Y. Saida, H. Gröger, W. Maison, N. Durot, H. Sasai und M. Shibasaki: Concept of Rigidity: How to Make Enantioselective Hydrophosphonylation of Cyclic Imines Catalyzed by Chiral Heterobimetallic Lanthanoid Complexes almost Perfect. In: J. Org. Chem. 65, 2000, S. 4818–4825, doi:10.1021/jo991882r.
- mit R. Bhushan: Amino Acids – Chromatographic Separation and Enantioresolution. HNB Publishing, New York 2010, ISBN 978-0-9728061-3-8, S. 1–322.
- mit R. Bhushan und S. Batra: Peptides and Proteins | Thin-Layer (Planar) Chromatography. In: J. Reedijk (Hrsg.): Elsevier Reference Module in Chemistry, Molecular Sciences and Chemical Engineering. Elsevier, Waltham, MA 2014, doi:10.1016/B978-0-12-409547-2.10988-6.
- mit R. Bhushan und S. Batra: Amino Acids: Thin-Layer (Planar) Chromatography. In: J. Reedijk (Hrsg.): Reference Module in Chemistry, Molecular Sciences and Chemical Engineering. Elsevier, Waltham, MA, 2014, ISBN 978-0-12-409547-2, doi:10.1016/B978-0-12-409547-2.10985-0.